# Steuben (Wisconsin)
Steuben és una població del Comtat de Crawford (Wisconsin) dels Estats Units d'Amèrica.

## Demografia
Segons el cens dels Estats Units del 2000 Steuben tenia 177 habitants., 61 habitatges, i 45 famílies. La densitat de població era d'11 habitants per km².
Dels 61 habitatges en un 47,5% hi vivien nens de menys de 18 anys, en un 63,9% hi vivien parelles casades, en un 4,9% dones solteres, i en un 24,6% no eren unitats familiars. En el 23% dels habitatges hi vivien persones soles el 9,8% de les quals corresponia a persones de 65 anys o més que vivien soles. El nombre mitjà de persones vivint en cada habitatge era de 2,9 i el nombre mitjà de persones que vivien en cada família era de 3,35.
Per edats la població es repartia de la següent manera: un 32,2% tenia menys de 18 anys, un 9% entre 18 i 24, un 29,9% entre 25 i 44, un 16,9% de 45 a 60 i un 11,9% 65 anys o més.
L'edat mediana era de 31 anys. Per cada 100 dones de 18 o més anys hi havia 106,9 homes.
La renda mediana per habitatge era de 41.250 $ i la renda mediana per família de 42.500 $. Els homes tenien una renda mediana de 27.500 $ mentre que les dones 16.563 $. La renda per capita de la població era d'11.657 $. Aproximadament el 7,4% de les famílies i el 7,2% de la població estaven per davall del llindar de pobresa.

## Poblacions properes
El següent diagrama mostra les poblacions més properes.